# Jan-Arne Nilsson
Jan-Arne Nilsson, född 8 december 1951 i Lund, är en svensk före detta medeldistanslöpare. Han tävlade för Malmö AI.
Nilsson vann SM på 800 meter 1975.